# Luzula rufescens
Luzula rufescens är en tågväxtart som beskrevs av Fisch. och Ernst Meyer. Luzula rufescens ingår i Frylesläktet som ingår i familjen tågväxter. Inga underarter finns listade i Catalogue of Life.